# I Am… Sasha Fierce
«I Am… Sasha Fierce» — третий студийный альбом американской R&B-певицы Бейонсе, выпущенный 12 ноября 2008 года компанией Columbia Records. Альбом содержит два диска; на первом из них, I Am…, присутствует мягкий и средний темп R&B баллад и поп песен, в то время как второй, Sasha Fierce, названный в честь альтер эго Бейонсе, имеет танцевальные песни в быстром ритме от евро до электропопа. Подарочный выпуск альбома состоялся одновременно со стандартным изданием на международном рынке в ноябре и декабре 2008 года. Ремикс-альбом с видеографией был выпущен позже, в сентябре 2009 года.
«I Am… Sasha Fierce» дебютировал первой строкой в американском чарте Billboard 200, продав 482 тысячи копий за первую неделю. Критики приняли альбом со смешанными положительными обзорами. «I Am… Sasha Fierce» был коммерчески успешен, заработав по крайней мере 14 платиновых сертификаций от каждой из стран и достиг топ-10 в чартах по всему миру. Альбом также провёл больше одного года в нескольких чартах по всему миру. В празднование многочисленных достижений альбома, платиновый выпуск с подарочным выпуском, а также EP под названием I Am…Sasha Fierce — Бонусные Треки были доступны к концу 2009 года практически в каждом международном магазине.
«Я человек. Я плачу. Я очень страстная и чувствительная. Мои чувства можно задеть. Я боюсь и нервничаю, как и все другие. И я хочу открыться всем. Он [альбом] о любви. Я – женщина, я замужем и это часть моей жизни вся отражена в альбоме. В нём много личного. Я очень скрытная и не говорю о многих вещах, но есть определённые песни на альбоме очень личные. Это мой дневник. Это моя история... Мой альбом всё равно содержит некоторые забавные песни».
Оба главных сингла с I Am… Sasha Fierce «If I Were a Boy» и «Single Ladies (Put a Ring on It)», были международными хитами. Первая песня достигла верхушки чартов в восьми странах и достигла третьей строки в Billboard Hot 100 в США, в то время как второй достиг пика в топ-10 в чартах главных музыкальных рынков, став её пятым хитом номер один в чарте Hot 100. «Diva» и «Ego» были выпущены только в США, в то время как «Halo» и «Sweet Dreams» были раскручены в международном масштабе как третий и четвёртый синглы, достигнув пика на 5 и 10 строках в Billboard Hot 100 соответственно. «Broken-Hearted Girl» был выпущен интернационально пятым синглом. Сначала предполагалось, что официального релиза не будет ни в Америке, ни в Нидерландах. «Video Phone» был выпущен в ноябре 2009 года последним синглом с альбома, с ремиксованной версией при участии поп певицы Lady Gaga.

## Концепция и производство
В 2007 году Ноулз начала записывать третий студийный альбом. После 8 месяцев работы над альбомом, она была соавтором и сопродюсером более 70 песен. Бейонсе появилась на Essence Magazine, который подметил, что «If I Were a Boy» очень отличалась от её предыдущих песен. Певица ответила: «Это пространно, но я должна попытаться, потому что я помню как сказала Арета Франклин: „Великая певица может петь всё что угодно и делать всё по-своему“». Относительно альбома в целом, она сказала, что была вдохновлена своим мужем Jay-Z и особенно Эттой Джеймс, которая помогла ей расширить горизонты. Она описала Джеймс как ту, которая «выразила себя и была отважна». Это вдохновило её сделать многие музыкальные вещи, согласно Ноулз, никто так больше не смог сделать.
Ноулз также работала с писательницей Амандой Гост, чтобы переписать Шубертовскую «Ave Maria». 8 ноября 2008 года Гост сказала Daily Telegraph, что она и Бейонсе были вдохновлены их относительно недавними замужествами и в конечном итоге, они нашли подход к этой песне. Сверх того, писательница объяснила лирическую демонстрацию отношений Бейонсе и её мужа. Она также были соавторами «Disappear» в Лондоне до того, как начали с «Ave Maria». Певица была соавтором «Halo» с Райаном Теддером и Эваном Богартом. В интервью с HitQuarters, Богарт сказал, что оригинальные вдохновения для песни были от Рэя Лямонтейна.
За месяцы до релиза альбома Бейонсе вывесила на официальном сайте объявление, рассказав о подробных деталях сущности выходящего альбома и о том, что следует ожидать. Она сказала: «Я сейчас совершенно в другом положении, и я хочу, чтобы люди увидели меня с разных сторон. Музыка является жизнерадостной для танцев и весёлой стороны и задумчивая, страстная и серьёзная для интимной стороны. Я беру на себя риск. Я не боюсь, и моя музыка объясняет это. В моём звучании нет ярлыков или клейма. Это я и я так рада поделиться этим со всем миром 18 ноября». Касательно I Am…Sasha Fierce, отец-менеджер Бейонсе сказала: «Мы думали нестандартно и придумали кое-что новое», а Бейонсе объяснила: «Новая запись — это двойной альбом, у него две обложки, как у журнала есть две обложки».

### Саша Фирс
Альбом формально представляет альтер эго Бейонсе Сашу Фирс. Ноулз сказала, что Саша «родилась» во время создания её хита 2003 года «Crazy in Love». В интервью с журналом People Бейонсе подтвердила, что её альтер эго «строго сценическое», редактор описала Сашу Фирс так: «чувственное, энергичное альтер эго певицы» Позже она сказала MTV: «Половина записи, I Am…, — это обо мне без макияжа, без вспышек и софитов, без маски захватывающей сценической звезды. А Саша Фирс — весёлая, более эмоциональная, более энергичная, более искренняя сторона и более гламурная, которая выходит, когда я работаю на сцене. Двойной альбом позволяет взять мне на себя больше риска и реально выйти из собственной шкуры, или даже так, ещё глубже уйти внутрь себя, и открыть ту сторону, которые видят люди, которые знают меня». Позже в интервью с Marie Claire, она призналась, что одержима альтер эго на сцене: «Я создала альтер эго, чтобы делать те вещи на сцене, которые я бы никогда не сделала в жизни. Я открываю ту себя, которой никогда не будет в интервью. У меня внетелесный опыт [на сцене]. Если я отрежу себе ноги и упаду, я даже не почувствую это. Я такая бесстрашная, я не узнаю своё лицо и тело».
«Саша Фирс» впервые появилась в клипе «Single Ladies (Put a Ring on It)» с отличительным признаком «Roboglove» (рус. Робоперчатка). Ноулз после надела её на ковровой дорожке во время 2008 MTV Europe Music Awards, а позже выступила с ней на Saturday Night Live, а также появилась на обложке журнала Gotham. Отец Ноулз, Мэтью, объяснил причину создания двух альбомов, сказав: «Бейонсе была уверена — под её властью был полный творческий контроль — что нужно поделить песни. Она поняла, что не сможет смешать все песни вместе. Она сейчас совершенно в другом пространстве, чем была год назад. Она вышла замуж и сейчас реально в хорошем месте, и альбом отражает это». A
Бренд Саши Фирс позже создал духи Тьерри Мюглер для того, чтобы зафиксировать другую сторону личности [Бейонсе]" и были описаны как «уверенная, эмоциональная сторона женщины». 1 июля 2009 Бейонсе Ноулз и её дизайнер, по совместительству мать Тина Ноулз, запустили линию одежды, вдохновлённую костюмами I Am... Tour для альбома. Она включает спорттовары, верхнюю одежду, женские сумочки и украшения.

## Создание и сочинение
В интервью журналу Billboard Ноулз также описала две стороны альбома: «… На одной стороне песни больше в мейнстриме, а на другой более традиционные R&B песни для моих фанатов, которые были всё это время. Некоторые звучат как у Барбры Стрейзанд, Карен Карпентер и The Beatles примерно в 1970-х». Ноулз позже объяснила на The Oprah Winfrey Show, что отличие I Am… Sasha Fierce от ранних сольных альбомов Ноулз состоит в том, что он больше включает баллад. Второй диск, Sasha Fierce содержит соответствующие электро влияния, которые отражены в таких песнях как «Radio» и «Sweet Dreams». СМИ и газеты заметили, что альбом не модернизирован, как предыдущие альбомы и у него есть немного схожести с ретро-соул флективным B'Day. Взамен этого, этот двухдисковый комплект создан, чтобы отразить конфликтность музыкальной личности Бейонсе. К примеру, Билл Ламб в своём обзоре к альбому прокомментировал песни альбома «Sasha Fierce»: «Single Ladies (Put a Ring on It)» — это пережиток «Get Me Bodied» из B’Day. Энди Келлман из Allmusic сказал в своём обзоре, что «Diva» похожа на «Freakum Dress» из B’Day или «Ring the Alarm», что касается смелости. Некоторые критики описали баллады на «I Am…» унылыми, а те, которые в быстром темпе на «Sasha Fierce» движущими зарядами на танцполе. Entertainment Weekly заметил, как выбор релиза двух синглов (по одному с каждого диска) продвинули альбом «показав контраст между её раздвоенной личностью».

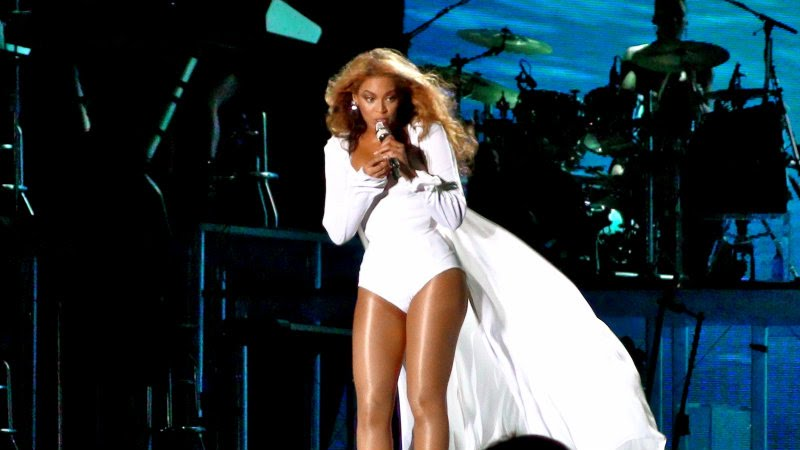
Бейонсе исполняет «Smash into You» в Бразилии во время I Am... Tour.

«If I Were a Boy» — это первое впечатление о «I Am …» и остаётся единственной песней со всех дисков, которой Бейонсе не была соавтором. БиСи Джин, который написал большую часть лирики для песен, вдохновился написанием «If I Were a Boy» после неудачного расставания. Тем временем, критики сравнили другой главный сингл, «Single Ladies (Put a Ring on It)» с «Respect» Ареты Франклин и «I Will Survive» Глории Гейнор. «Halo», сочинённая Райаном Теддером и Эваном Богартом, была для Ноулз, но чуть ли не записана Леоной Льюис из-за промедления Ноулз, которая сказала Теддеру, что она хотела записать песню. Энди Келлман из Allmusic заметил, что «Diva», — это вариация «A Milli» певца Lil Wayne, единственный трек, который мог лицом к лицу встретиться с… «Freakum Dress» или «Ring the Alarm». Согласно Billboard, «Ego» «содержит элементы обеих её музыкальных личностей и звучит с уважением к старой школе R&B импровизаций». Тем временем, «Sweet Dreams» была критически принята за звучание «как Beat It Майкла Джексона» и за «тёмный электропоп трек». Некоторые критики даже добавили, что она звучит как у её коллеги Рианны «Disturbia».
Про «Video Phone» сказали, что «в словах есть ссылка на восхваления секса по Скайпу и постановки сольного шоу, в камеру, для парня, которого ты только что встретила в клубе». «Radio» — это «песня в быстром темпе, которая выражает влияние синтипопа 1980-х, европопа. и техно». На альбоме также содержатся некоторые переработанные песни, включая «Smash into You», которую прежде записывал Джон Маклафлин как «Smack into You». Песня была переделана и перезаписана Бейонсе, она вошла в список создателей песни, изменив «Smack» на «Smash». Песня была после использована в титрах фильма 2009 года Одержимость, в котором Ноулз сыграла главную роль. Платиновый выпуск включает кавер-версию Ноулз года «Honesty» Билли Джоэла. Однако не все песни имели атрибуты «Саши Фирс». К примеру, «Ego», «Why Don't You Love Me» и «Scared of Lonely» были отмечены как что-то среднее между двумя половинами альбома. Согласно VH1, «музыкально они имеют сходства с Сашей, но тематически и лирически [они] уязвимы как Бейонсе».

## Релиз
«Подарочный» выпуск альбома был выпущен одновременно со «Стандартным выпуском». Мэтью Ноулз аудио вечеринку для альбома в Нью-Йорке 22 октября 2008 года. Альбом был представлен 11 ноября 2008 года на аккаунте Ноулз на MySpace. Чтобы соответствовать релизу двойного альбома, Columbia Records создал рекламный веб-сайт Sasha Fierce
«»Я сейчас в очень хорошем месте. Я очень счастлива. Я выросла и мне реально уютно с самой собой. Я становлюсь мудрее и умнее. ... Я знаю, что люди видят знаменитостей, и они им кажутся такими идеальными — им кажется, что их жизнь грандиозна, и у них есть деньги власть. Но всё человеческое мне не чуждо. Я плачу. Я страстна и чувствительна. Мои чувства можно задеть. Я боюсь и нервничаю, как все. И я хотела всё это показать. Это о любви. Вот о чём этот альбом».
В мае 2009 года Ноулз появилась на MTV, чтобы обсудить её выходящий сингл «Ego». Она использовала удобный случай, чтобы уточнить детали альбома, сказав: «Одна из самых великих вещей об альбоме — это то, что он разнообразный». 16 июля 2009 года был выпущен Above and Beyoncé: Video Collection & Dance Mixes. Этот CD/DVD релиз включила танцевальные ремиксы к синглам альбома (а также ремикс на «Ego» с рэпером Канье Уэстом), а клипы предшествовали релизу этих синглов. Самым последним было выпущено Платиновое издание альбома I Am… Sasha Fierce в избранных странах в ноябре 2009 года вместе с CD и DVD.

«Подарочное издание» альбома было снова выпущено в США 23 ноября 2009 года, включающее все предыдущие выпущенные песни вместе с новыми песнями «Poison» и «Why Don't You Love Me», а также ремиксом «Video Phone» с Lady Gaga. EP под названием I Am…Sasha Fierce — Бонусные Треки был выпущен 23 ноября 2009 года в нескольких странах при участии новых треков
«Я правда хотела, чтобы люди поняли, что я люблю и представить им различные типы музыки. Безусловно я начала, поя R&B в Destiny's Child , и он всё ещё мне нравится. Поэтому я должна убедиться, что у меня есть ещё эти ритмы на альбоме.
После цифрового релиза альбома, «Ave Maria» дебютировал на UK Singles Chart 150 строкой 29 ноября 2008 года. Ноулз также перепела песню «Honesty» (песня 1979 года Билли Джоэла) и включила его бонусным треком для Платинового Издания альбома. Он заработал некоторое внимание в Японии, где держался в чарте на 79 строке в 2009 году. Ноулз также исполнила песню в I Am… Tour (только в Корее) и в конечном итоге держалась в чарте на 2 строке в Korean Singles Chart на выходных 17 января 2010 года. «Radio» был выпущен в Нидерландах вместо «Broken-Hearted Girl» в сентябре 2009 года. Он был использован в различных датских ТВ-рекламах, чтобы пропиарить местные радиостанции, и таким образом достиг 14 строки в Dutch Top 40 благодаря большому количеству загрузок. После релиза EP — I Am…Sasha Fierce — Бонусные Треки в Корее, новая песня, находящаяся на EP, «Poison» стала очень популярна там и достигла 10 позиции в Korean Singles Chart на выходных 7 февраля 2010. В феврале 2010 года бонусный трек с многочисленными перевыпусками альбома «Why Don't You Love Me» поднялся в US Hot Dance Club Songs, в конце попав на 10 строку и став для Ноулз тринадцатым танцевальным хитом номер один. 4 мая 2010 года полнометражный клип появился онлайн.

## Синглы

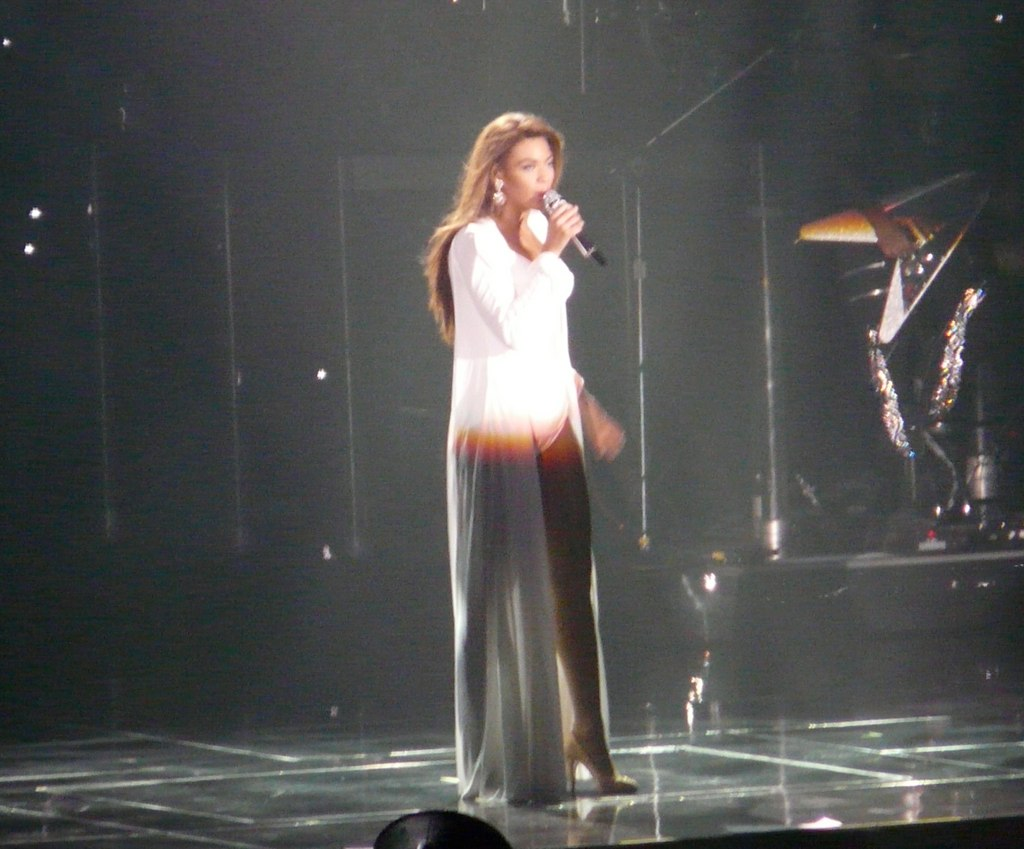
Ноулз исполняет «Broken-Hearted Girl»

8 октября 2008 года Ноулз выпустила 2 главных трека в свет. Первый сингл «If I Were a Boy» достиг пика на 3 строке в американском Billboard Hot 100, держась на верхушке 8 чартов по всему миру и достигнув топ-10 во многих чартах. «Single Ladies (Put a Ring on It)» был вторым главным синглом и достиг первой строки в американском Billboard Hot 100, став для Ноулз пятым синглом номер один и был также успешен на других международных рынках, достигнув 10 строки по всему миру. Синглы были сертифицированы 2× платиновыми и 4× платиновыми соответственно по данным RIAA. Вдобавок, «Single Ladies (Put a Ring on It)» выиграл три Грэмми на 52-й церемонии «Грэмми»: «Песня Года», «Лучшая R&B Песня» и «Лучшее Женское R&B Вокальное Исполнение». Третий сингл «Diva» была выпущена только американским синглом и достигла пика на 19 строке в американском Billboard Hot 100, став для Ноулз 12 синглом топ-20 и 3 в чарте Hot R&B/Hip-Hop Songs. Он был сертифицирован Золотым по данным RIAA. Следующий сингл «Halo» получил международный успех и достиг пятой строки в США и снова доказал коммерческий успех, достигнув топ-10 по всему миру. Он также выиграл Грэмми в категории «Лучшее Женское Поп Вокальное Исполнение» и был сертифицирован 2× платиновым в начале 2010 по данным RIAA.
«Ego» был только американским синглом, выпущенным 19 мая 2009 года, позднее он вышел с ремиксом при участии дополнительного вокала Канье Уэста. Она достигла пика на 39 строке в американском Billboard Hot 100 и третьей в чарте Hot R&B/Hip-Hop Songs. Песня была сертифицирована Золотой по данным RIAA. После объявлений I Am... Tour, сразу вышли ещё 2 сингла: «Broken-Hearted Girl» и «Sweet Dreams» однако они вышли один за другим и стали 6 и 7 синглом соответственно. «Sweet Dreams» достиг топ-10 во многих странах, хотя он достиг верхушки в чарте New Zealand Singles и был сертифицирован платиновым в США. «Broken-Hearted Girl», седьмой сингл, достиг топ-40 в чартах по всему миру, никогда не был сертифицирован и не выпущен в США. Спустя больше года после релиза альбома, «Video Phone» был выпущен 8 и последним синглом с альбома с клипом и цифровым релизом, переквалифицировавшись в extended remix при участии данс-поп-певицы Леди Гаги. Как и его предшественник, он достиг топ-40 в странах по всему миру, достигнув пика на 65 строке в США. и став для Ноулз 14 синглом номер один в US Dance Club Chart.

## Коммерческое выступление
«I Am… Sasha Fierce» сделал свой дебют на пятой строке в японском международном альбомном чарте Oricon и впоследствии передвинулся на 1 строку в чарте, став для Ноулз третьим альбомом номер один в этой стране. Альбом дебютировал первой строкой в американском Billboard 200, продав 482,000 единиц на первой неделе, став для Ноулз её третьим альбомом номер один подряд в США. И наконец, Ноулз стала третьей артисткой декады, у которой её первые три альбома дебютировали на первой строке в американском альбомном чарте Billboard 200. Альбом также получил 2× платиновую сертификацию по данным RIAA. Согласно Billboard он был 10 самым продаваемым альбомом 2008 года. В начале января 2010 года, альбом был распродан практически 2,800,000 копиями в США согласно Nielsen SoundScan. После 52nd Grammy Awards церемонии, Бейонсе поставила рекорд, будучи артисткой, которая выиграла 6 трофеев за одну ночь, передвинувшись с 21 места на 14 с «I Am … Sasha Fierce»., который был распродан 32,000 копиями, увеличившимися на 101 %. I Am…Sasha Fierce провёл 81 неделю в американском чарте Billboard 200 с декабря 2008 по июнь 2010 года.

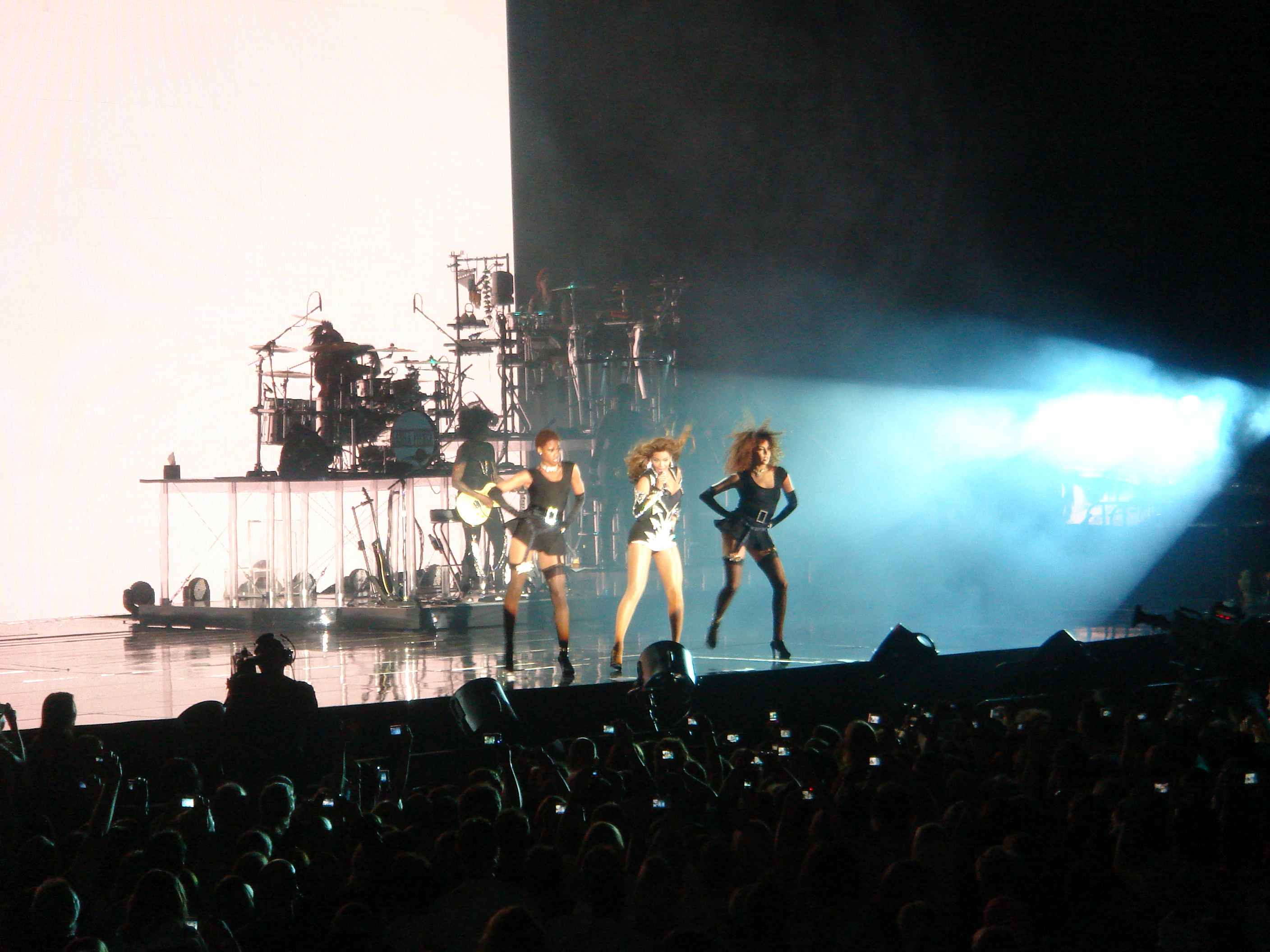
Ноулз исполняет «Single Ladies (Put a Ring on It)» в Берлине на I Am... Tour, 2009

В Великобритании альбом дебютировал 10 строкой 29 ноября 2008 года, став для Ноулз альбомом с самым низким дебютом, несмотря на то что продажи на первой неделе были больше, чем у предыдущего альбома, B'Day. После выступления Ноулз на финале The X Factor в 2008 году с Александрой Бурке, альбом передвинулся на 9 строку 27 декабря 2008 года. Благодаря успеху синглов в Великобритании и особенно благодаря успеху «Sweet Dreams» в июле 2009, I Am…Sasha Fierce поднялся с пятой строки до своего пика на вторую строку на 39 неделе чарта (16 августа 2009). Релиз Платинового издания помог дальнейшему росту его продаж, тем самым альбом поднялся с 53 строки до 8 14 ноября 2009 (На его 51-й неделе чарта). 22 января 2010 альбом был сертифицирован 4× платиновым по данным BPI. Так он провёл 86 недель подряд в чарте с 75 неделями, главным образом в топ-40. В Ирландии I Am… Sasha Fierce дебютировал третьей строкой, став для Ноулз вторым альбомом топ-3 в этой стране. После коммерческого успеха двух синглов «If I Were a Boy» и «Single Ladies (Put a Ring on It)» и объявления тура, поднялся до верхушки в ирландских чартах, продержавшись 2 недели в начале января 2009, став для Ноулз её вторым альбомом номер один в Ирландии. Альбом оставался в топ-25 75 недель подряд с 20 ноября 2008 по 22 апреля 2010, став одним из самых успешных альбомов за всю историю Ирландии, несмотря на то, что он был сертифицирован только 2× платиновым из-за очень раннего прослушивания. Однако он снова вошёл в топ-25, передвинувшись с 35 строки до 21 1 июля 2010 и там провёл 88 недель подряд, проведя 77 недель в топ-25.
В Австралии «I Am… Sasha Fierce» дебютировал 9 строкой в конце ноября 2008 года, и достиг пика на 8 строке в начале января 2009. Однако, успех следующих синглов «Sweet Dreams» и «Broken-Hearted Girl» поднял альбом на 3 строку по двум разным причинам в октябре 2009 и был сертифицирован 3× платиновым 23 ноября 2009. Альбом выпал из топ-50 10 мая 2010 года, после того как провёл впечатляющие 76 недель подряд в альбомном чарте. Однако у него было выдающееся возвращение 7 июня 2010 года, на 25 строке, подпрыгнув с 76, и провёл пять последующих недель в топ-50, пока не выпал из топ-50 12 июля 2010. В общем и целом, I Am…Sasha Fierce держался в чарте 81 неделю в топ-50 с 24 ноября 2008 по 5 июля 2010. В Новой Зеландии альбом дебютировал 16 строкой в конце ноября 2008 и сразу достиг 6 строки в марте 2009. Выросшая популярность синглов, особенно «Sweet Dreams», подняла альбом вверх, достигнув пика на 3 строке 21 сентября 2009. Альбом был сертифицирован платиновым 26 апреля 2009, (после 23 недель в чарте) будучи распроданным 15,000 копиями и провёл 61 неделю подряд в чарте с 24 ноября 2008 по 5 апреля 2010. В Испании альбом дебютировал и достиг пика на 7 строке 23 ноября 2008 года, и был сертифицирован платиновым за продажи 60,000 копий 26 октября 2009. В последний раз его можно было увидеть в чарте 2 июня 2010, после того, как он провёл 79 недель подряд в топ-100. Альбом был сертифицирован Бриллиантовым в Бразилии. С таким достижением Бейонсе была описана как «феномен продаж» Александром Шяво. С 182 тысячами проданными копиями между январём и октябрём 2009 года, I Am … Sasha Fierce был третьим самым продаваемым альбомом в этой стране.
После 52-й церемонии «Грэмми», I Am… Sasha Fierce также поразительно поднялся в нескольких альбомных чартах или снова вошёл в другие чарты и достиг пика в таких странах как Швейцария, Австрия и Португалия в феврале 2010. К началу июля 2010 года продажи приблизились к 7 миллионам единицам, а мировые продажи остановились на более 6,5 миллионах копиях.

## I Am… Tour

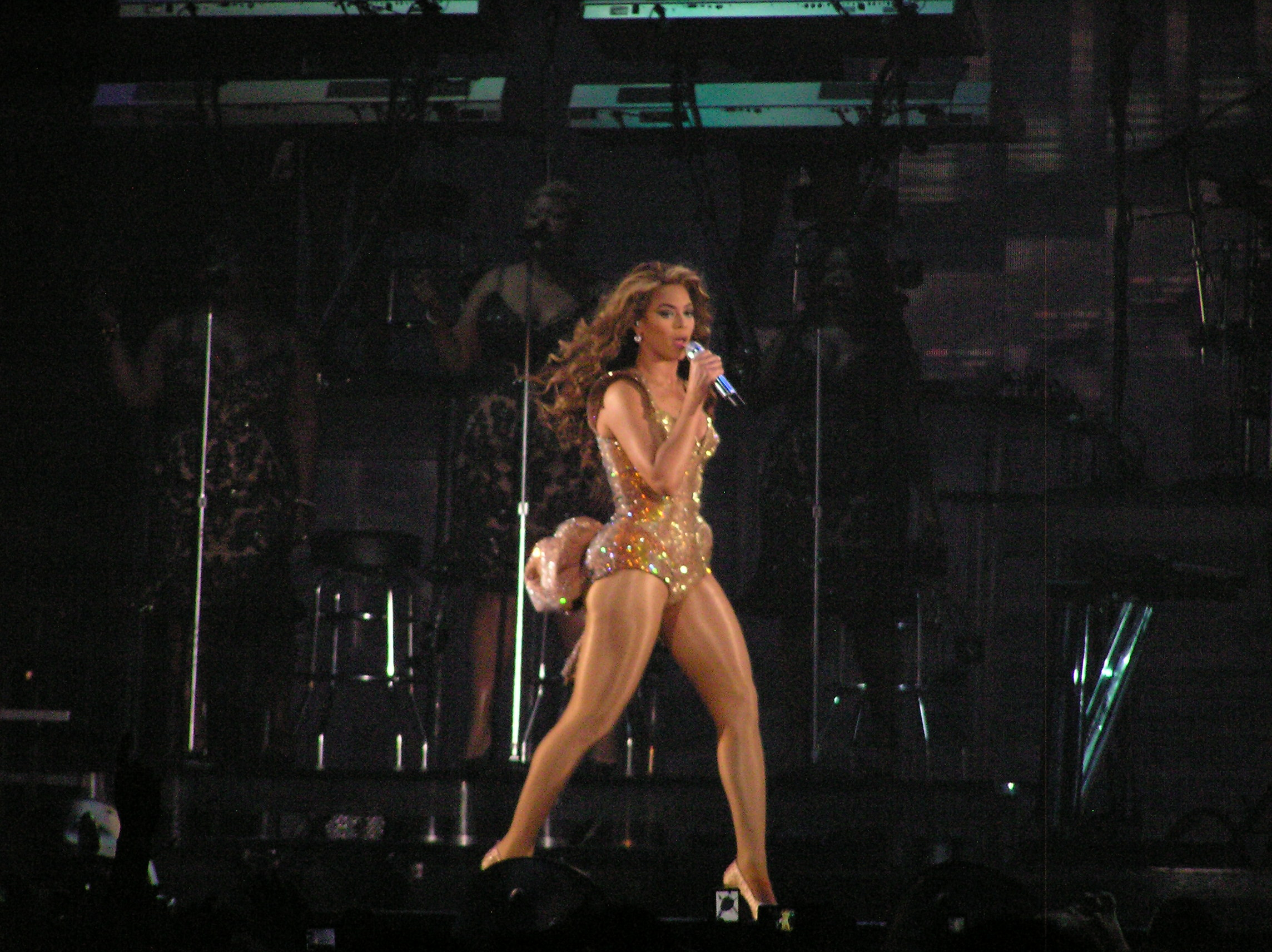
Ноулз выступает в I Am… Tour.

Чтобы продвинуть альбом, Ноулз отправилась в мировой тур с многочисленными выступлениями. Начался I Am… Tour в Эдмонтоне, Канада, 26 марта 2009. Европейский этап тура начался 26 апреля 2009 в Загребе, Хорватия и закончился 9 июня 2009 Лондоне, Англия. 21 июня 2009 начался третий этап тура в США и закончился в августе с 4-дневным пребыванием в Encore Las Vegas в Las Vegas Strip. 15 сентября 2009 начался четвёртый этап в Мельбурне, Австралия, а закончился 24 сентября в Перте, Австралия. Далее Бейонсе поехала выступать в Азии, Ближнем Востоке, Европе, Африке и Великобритании, до того как закончить 24 ноября 2009 Белфасте, Ирландия. Последний этап тура состоялся в 2010 в Латинской Америке. Начав 4 февраля 2010 в Флорианополисе, Бразилия, Бейонсе посетила пять мест, последнее шоу состоялось 18 февраля 2010 в Тринидаде. Согласно Pollstar, тур собрал $17.2 миллионов между 1 января и 30 июня 2010, к которому прибавилось $86 миллионов за первые 93 концерта, принеся туру общий доход в $103.2 миллиона за 102 шоу Шоу было записано и позже выпущено на DVD, аудио CD и показано по телевидению в конце ноября 2009.

## Отзывы критиков
| Оценки критиков      | Оценки критиков |
| Источник             | Оценка          |
| -------------------- | --------------- |
| Allmusic             | [ 108 ]         |
| Роберт Кристгау      | (4)             |
| Entertainment Weekly | (4+)            |
| The Guardian         | [ 111 ]         |
| Pitchfork Media      | (5.7/10)        |
| PopMatters           | (6/10)          |
| Rolling Stone        | [ 114 ]         |
| Slant Magazine       | [ 115 ]         |
| USA Today            | [ 116 ]         |
| The Village Voice    | (одобрительно)  |

После релиза «I Am… Sasha Fierce» получил в основном позитивные отзывы от многих музыкальных критиков. По мнению Metacritic, который дал стандартизированный балл, определив его из 100 возможных по обзорам главных критиков, таким образом альбом получил средний счёт 62 балла, основанный на 22 обзорах, которые отразили «в основном одобрительные отзывы». Мариэль Консепсьон из журнала Billboard написала: «Бейонсе посвятила половину треков на комплекте из двух дисков её дерзкому альтер эго Саше Фирс … Но это классика, более неустаревающие R&B песни на первой части [I Am…], которые кажутся очень приветствуемым периодом для певицы». Песни на диске «Sasha Fierce» по сравнению с B'Day, «менее весёлые, менее импульсивные, и да, менее страстные», — сказал Энди Келлман из Allmusic. Эми Линден из журнала Vibe задумалась над двухсторонней личностью альбома, одобрив альтер эго Ноулз: «По иронии судьбы, это более банальная (и безымянная) личность, которая самая интригующая, господствующая и сексуальная. … Бейонсе звучит без напряжения, уверенно и, если бы не другая причина, чем факт, что ты не можешь услышать, как она пытается, то попадает прямо в точку. Возможно, кто-то должен дать знать её психотерапевту и лейблу, что позволив Саше слишком ярко светить, означает затмить свет Бейонсе». Билл Ламб из About.com дал ему 4 звезды из 5 и заявил: «I Am… Sasha Fierce» — это впечатляющая попытка и замысел. Однако, это не оправдывает в некоторой степени возбуждающее качество предыдущего альбома B’Day. И тем не менее, этот альбом нельзя пропустить». Ник Левин из Digital Spy дал альбому 3 звезды из 5 и предоставил бесстрастный комментарий. Мэтос Микеланджело из The A.V. Club дал альбому 4 хотя даже сказал: «Две половины не обязательно звучали бы лучше будучи перемешанными — обе довольно неуравновешенные». Колин Макгуи из PopMatters дал альбому 6 очков из 10 заявив: «I Am… Sasha Fierce» немного резковат на краях временами. В то время как он поддерживает невероятно успешную формулу, которая создала Бейонсе в течение её карьеры — демонстрирует свои исключительные вокальные приёмы, заставляет детей танцевать время от времени, показывает нежную сторону балладой, и не только одной, и, как всегда, остаётся сама собой — есть моменты, где кажется, что Ноулз отправила его по почте». Даниэль Брокман из The Phoenix наградил альбом 3 звёздами из 4, похвалив все песни с «Sasha Fierce», особенно «Radio».
В своём руководстве для потребителей MSN Music, критик Роберт Кристгау дал альбому 4, назвав его «неудачей месяца», указывая на «плохую запись, чьи детали изредка заслуживают дальнейших обдумываний. На верхнем уровне он просто, возможно, переоценённый, разочаровывающий или тусклый. За горизонтом, возможно, он ничтожен». Кристгау описал его «раздвоенную манеру» «крайне безвкусной» и написал, что «на этом 11-трековом артефакте есть три хорошие песни». Кристиан Ход из журнала Rolling Stone заметил, что у медленных песен на альбоме также есть «очень незабываемые мелодии», хотя он отверг слова, заявив, что они состоят из «мягкого самоутверждения и вялых строчек». Однако, Ход похвалил Ноулз за презентацию её альтер эго, написав: «Но диск „Саши“ всё же гордится самой необычной музыкой … Другой плюс: девушка, которая использовала всю мелизматику, никогда не пела с большей сдержанностью, чем как она сделала на „Саше“». Ли Гринблатт из Entertainment Weekly дала альбому 4+ и сказала про альбомные попытки: «две неотразимые стороны» Ноулз, описывая её первый диск как романтический, ранимый, мягкий, а другой как «агрессивный, сексуальный, и, да, страстный». Она добавила: "Коллекция лучше бы сработала, если она бы сделала её одним диском вместо того, чтобы делить, что в конечном итоге походит на маркетинговый трюк. И пока фанаты обязательно будут обсуждать, что в словах есть кое-что, что чувствуется более откровенным, чем предыдущие эмоциональные поджигатели такие как «Ring the Alarm» в 2006 году.
Альбом поместили на 12 место в списке «Лучших Альбомов Декады» в журнале Rolling Stone по версии читателей. I Am…Sasha Fierce дали 2 место в списке «Entertainment Weekly» «10 лучших альбомов 2008 года». Он также выиграл в 2009 году Soul Train Award в категории «Альбом Года». Альбом и его сингла заработали для Ноулз 8 номинаций на Грэмми, включая «Альбом Года». В конечном итоге он выиграл «Лучший Современный R&B Альбом».

## Список композиций

### I Am…
| №                   | Название              | Автор(ы)                                                        | Продюсер(ы)                   | Длительность |
| ------------------- | --------------------- | --------------------------------------------------------------- | ----------------------------- | ------------ |
| 1.                  | «If I Were a Boy»     | Toby Gad BC Jean                                                | Gad Beyoncé Knowles           | 4:09         |
| 2.                  | «Halo»                | Ryan Tedder E. Kidd Bogart Knowles                              | Tedder Knowles                | 4:21         |
| 3.                  | «Disappear»           | Amanda Ghost Hugo Chakrabongse Dave McCracken Ian Dench Knowles | Ghost McCracken Dench Knowles | 4:27         |
| 4.                  | «Broken-Hearted Girl» | Babyface Mikkel Eriksen Tor Erik Hermansen Knowles              | Stargate Knowles              | 4:37         |
| 5.                  | «Ave Maria»           | Knowles Ghost Dench Makeba Riddick Eriksen Hermansen            | Stargate Knowles              | 3:42         |
| 6.                  | «Satellites»          | Ghost McCracken Dench Knowles                                   | Ghost McCracken Dench Knowles | 3:06         |
| Общая длительность: | Общая длительность:   | Общая длительность:                                             | Общая длительность:           | 24:22        |

| №                   | Название                                                        | Автор(ы)            | Продюсер(ы)         | Длительность |
| ------------------- | --------------------------------------------------------------- | ------------------- | ------------------- | ------------ |
| 7.                  | «Si Yo Fuera un Chico» (испаноязычная версия «If I Were a Boy») | Gad Jean Rudy Pérez | Gad Knowles         | 4:09         |
| Общая длительность: | Общая длительность:                                             | Общая длительность: | Общая длительность: | 28:31        |

| №                   | Название                      | Автор(ы)                               | Продюсер(ы)                   | Длительность |
| ------------------- | ----------------------------- | -------------------------------------- | ----------------------------- | ------------ |
| 6.                  | «Smash Into You»              | Tricky Stewart The-Dream Knowles       | Stewart Nash Knowles          | 4:31         |
| 7.                  | «Satellites»                  | Ghost McCracken Dench Knowles          | Ghost McCracken Dench Knowles | 3:06         |
| 8.                  | «That's Why You're Beautiful» | Andrew Hey James Fauntleroy II Knowles | Hey Knowles                   | 3:41         |
| Общая длительность: | Общая длительность:           | Общая длительность:                    | Общая длительность:           | 32:24        |

| №                   | Название            | Автор(ы)                                 | Продюсер(ы)         | Длительность |
| ------------------- | ------------------- | ---------------------------------------- | ------------------- | ------------ |
| 9.                  | «Save the Hero»     | Knowles Jim Jonsin Rico Love Ali Tamposi | Jonsin Love Knowles | 4:33         |
| Общая длительность: | Общая длительность: | Общая длительность:                      | Общая длительность: | 36:57        |

| №                   | Название                      | Автор(ы)            | Режиссёр(ы)         | Длительность |
| ------------------- | ----------------------------- | ------------------- | ------------------- | ------------ |
| 10.                 | «If I Were a Boy» (видеоклип) | Gad Jean            | Jake Nava           | 5:04         |
| Общая длительность: | Общая длительность:           | Общая длительность: | Общая длительность: | 42:01        |

### Sasha Fierce
| №                   | Название                           | Автор(ы)                                  | Продюсер(ы)                 | Длительность |
| ------------------- | ---------------------------------- | ----------------------------------------- | --------------------------- | ------------ |
| 1.                  | «Single Ladies (Put a Ring on It)» | Stewart The-Dream Kuk Harrell Knowles     | Stewart The-Dream Knowles   | 3:13         |
| 2.                  | «Radio»                            | Jonsin Love D-Town Knowles                | Jonsin D-Town Love Knowles  | 3:38         |
| 3.                  | «Diva»                             | Knowles Bangladesh Sean Garrett           | Bangladesh Garrett Knowles  | 3:20         |
| 4.                  | «Sweet Dreams»                     | Knowles Jonsin Wayne Wilkins Love         | Jonsin Wilkins Love Knowles | 3:28         |
| 5.                  | «Video Phone»                      | Knowles Bangladesh Garrett Angela Beyincé | Bangladesh Garrett Knowles  | 3:35         |
| Общая длительность: | Общая длительность:                | Общая длительность:                       | Общая длительность:         | 17:14        |

| №                   | Название            | Автор(ы)                                                           | Продюсер(ы)              | Длительность |
| ------------------- | ------------------- | ------------------------------------------------------------------ | ------------------------ | ------------ |
| 6.                  | «Hello»             | Knowles Ramon Owen David Quiñones Bogart                           | REO Knowles              | 4:16         |
| 7.                  | «Ego»               | Blac Elvis Harold Lilly Knowles                                    | Blac Elvis Lilly Knowles | 3:56         |
| 8.                  | «Scared of Lonely»  | Darkchild LaShawn Daniels Cristyle Love Solange Knowles B. Knowles | Darkchild B. Knowles     | 3:42         |
| Общая длительность: | Общая длительность: | Общая длительность:                                                | Общая длительность:      | 29:08        |

| №                   | Название                | Автор(ы)                                | Продюсер(ы)          | Длительность |
| ------------------- | ----------------------- | --------------------------------------- | -------------------- | ------------ |
| 9.                  | «Why Don't You Love Me» | S. Knowles B. Knowles Bama Boyz Beyincé | Bama Boyz B. Knowles | 3:37         |
| Общая длительность: | Общая длительность:     | Общая длительность:                     | Общая длительность:  | 32:45        |

| №                   | Название                                       | Автор(ы)                          | Режиссёр(ы)         | Длительность |
| ------------------- | ---------------------------------------------- | --------------------------------- | ------------------- | ------------ |
| 10.                 | «Single Ladies (Put a Ring on It)» (видеоклип) | Stewart The-Dream Harrell Knowles | Nava                | 3:18         |
| Общая длительность: | Общая длительность:                            | Общая длительность:               | Общая длительность: | 36:03        |

### I Am… Sasha Fierce
| №                   | Название                                               | Автор(ы)                                              | Продюсер(ы)                   | Длительность |
| ------------------- | ------------------------------------------------------ | ----------------------------------------------------- | ----------------------------- | ------------ |
| 1.                  | «If I Were a Boy»                                      | Gad Jean                                              | Gad Knowles                   | 4:10         |
| 2.                  | «Halo»                                                 | Tedder Bogart Knowles                                 | Tedder Knowles                | 4:22         |
| 3.                  | «Disappear»                                            | Ghost Chakrabongse McCracken Dench Knowles            | Ghost McCracken Dench Knowles | 4:29         |
| 4.                  | «Broken-Hearted Girl»                                  | Babyface Eriksen Hermansen Knowles                    | Stargate Knowles              | 4:39         |
| 5.                  | «Ave Maria»                                            | Knowles Ghost Dench Riddick Eriksen Hermansen         | Stargate Knowles              | 3:42         |
| 6.                  | «Smash into You»                                       | Stewart The-Dream Knowles                             | Stewart The-Dream Knowles     | 4:31         |
| 7.                  | «Satellites»                                           | Ghost McCracken Dench Knowles                         | Ghost McCracken Dench Knowles | 3:07         |
| 8.                  | «That's Why You're Beautiful»                          | Hey Fauntleroy II Knowles                             | Hey Knowles                   | 3:41         |
| 9.                  | «Single Ladies (Put a Ring on It)»                     | Stewart The-Dream Harrell Knowles                     | Stewart The-Dream Knowles     | 3:13         |
| 10.                 | «Radio»                                                | Jonsin Love D-Town Knowles                            | Jonsin D-Town Love Knowles    | 3:38         |
| 11.                 | «Diva»                                                 | Knowles Bangladesh Garrett                            | Bangladesh Garrett Knowles    | 3:21         |
| 12.                 | «Sweet Dreams»                                         | Knowles Jonsin Wilkins Love                           | Jonsin Wilkins Love Knowles   | 3:28         |
| 13.                 | «Video Phone»                                          | Knowles Bangladesh Garrett Beyincé                    | Bangladesh Garrett Knowles    | 3:35         |
| 14.                 | «Hello»                                                | Knowles Owen Quiñones Bogart                          | Owen Knowles                  | 4:16         |
| 15.                 | «Ego»                                                  | Blac Elvis Lilly Knowles                              | Blac Elvis Lilly Knowles      | 3:56         |
| 16.                 | «Scared of Lonely»                                     | Darkchild Daniels Cristyle Love S. Knowles B. Knowles | Darkchild B. Knowles          | 3:42         |
| 17.                 | «Poison»                                               | Johntá Austin Eriksen Hermansen Knowles               | Stargate Knowles              | 4:02         |
| 18.                 | «Video Phone» (Extended Remix) (при участии Леди Гаги) | Knowles Bangladesh Garrett Beyincé Stefani Germanotta | Bangladesh Garrett Knowles    | 5:04         |
| Общая длительность: | Общая длительность:                                    | Общая длительность:                                   | Общая длительность:           | 68:14        |

| №                   | Название                               | Автор(ы)                                              | Продюсер(ы)                   | Длительность |
| ------------------- | -------------------------------------- | ----------------------------------------------------- | ----------------------------- | ------------ |
| 1.                  | «Single Ladies (Put a Ring on It)»     | Stewart The-Dream Harrell Knowles                     | Stewart The-Dream Knowles     | 3:12         |
| 2.                  | «Diva»                                 | Knowles Bangladesh Garrett                            | Bangladesh Garrett Knowles    | 3:21         |
| 3.                  | «Ego»                                  | Blac Elvis Lilly Knowles                              |                               | 3:56         |
| 4.                  | «Halo»                                 | Knowles Tedder Bogart                                 | Tedder Knowles                | 4:21         |
| 5.                  | «If I Were a Boy»                      | Gad Jean                                              | Gad Knowles                   | 4:10         |
| 6.                  | «Smash into You»                       | Stewart The-Dream Harrell Knowles                     | Stewart The-Dream Knowles     | 4:31         |
| 7.                  | «Sweet Dreams»                         | Knowles Jonsin Wilkins Love                           | Jonsin Wilkins Love Knowles   | 3:28         |
| 8.                  | «Broken-Hearted Girl»                  | Babyface Eriksen Hermansen Knowles                    | Stargate Knowles              | 4:39         |
| 9.                  | «Scared of Lonely»                     | Darkchild Daniels Cristyle Love S. Knowles B. Knowles | Darkchild B. Knowles          | 3:42         |
| 10.                 | «That's Why You're Beautiful»          | Hey Fauntleroy II Knowles                             | Hey Knowles                   | 3:41         |
| 11.                 | «Hello»                                | Knowles Owen Quiñones Bogart                          | Owen Knowles                  | 4:16         |
| 12.                 | «Radio»                                | Jonsin Love D-Town Knowles                            | Jonsin D-Town Love Knowles    | 3:38         |
| 13.                 | «Video Phone»                          | Knowles Bangladesh Garrett Beyincé                    | Bangladesh Garrett Knowles    | 3:35         |
| 14.                 | «Ego» (Ремикс при участии Канье Уэста) | Blac Elvis Lilly Knowles West                         | Blac Elvis Lilly Knowles      | 4:44         |
| 15.                 | «Why Don't You Love Me»                | S. Knowles B. Knowles Bama Boyz Beyincé               | Bama Boyz B. Knowles          | 3:37         |
| 16.                 | «Honesty»                              | Billy Joel                                            | Scott Storch                  | 3:47         |
| 17.                 | «Save the Hero»                        | Knowles Tamposi Love Jonsin                           | Knowles Jonsin Love           | 4:34         |
| 18.                 | «Satellites»                           | Ghost McCracken Dench Knowles                         | Ghost McCracken Dench Knowles | 3:07         |
| 19.                 | «Disappear»                            | Ghost Chakrabongse McCracken Dench Knowles            | Ghost McCracken Dench Knowles | 4:28         |
| 20.                 | «Ave Maria»                            | Knowles Ghost Dench Riddick Stargate                  | Stargate Knowles              | 3:42         |
| Общая длительность: | Общая длительность:                    | Общая длительность:                                   | Общая длительность:           | 74:29        |

| №                   | Название                               | Режиссёр(ы)               | Длительность |
| ------------------- | -------------------------------------- | ------------------------- | ------------ |
| 1.                  | «If I Were a Boy»                      | Nava                      | 5:05         |
| 2.                  | «Single Ladies (Put a Ring on It)»     | Nava                      | 3:19         |
| 3.                  | «Diva»                                 | Melina Matsoukas          | 4:05         |
| 4.                  | «Halo»                                 | Philip Andelman           | 3:45         |
| 5.                  | «Broken-Hearted Girl»                  | Sophie Muller             | 4:40         |
| 6.                  | «Ego» (Ремикс при участии Канье Уэста) | Knowles Frank Gatson, Jr. | 4:53         |
| 7.                  | «Ego» (Фанатский эксклюзив)            | Knowles Gatson, Jr.       | 3:58         |
| 8.                  | «Sweet Dreams»                         | Adria Petty               | 4:01         |
| 9.                  | «Behind the Scenes»                    | Ed Burke                  | 19:01        |
| Общая длительность: | Общая длительность:                    | Общая длительность:       | 52:26        |

| №                   | Название                                               | Автор(ы)                                | Продюсер(ы)                | Длительность |
| ------------------- | ------------------------------------------------------ | --------------------------------------- | -------------------------- | ------------ |
| 1.                  | «Video Phone» (Extended Remix) (при участии Леди Гаги) | Knowles Bangladesh Garrett Germanotta   | Bangladesh Garrett Knowles | 5:04         |
| 2.                  | «Why Don't You Love Me»                                | S. Knowles B. Knowles Beyincé Bama Boyz | Bama Boyz Knowles          | 3:37         |
| 3.                  | «Poison»                                               | Knowles Austin Eriksen Hermansen        | Stargate Knowles           | 4:02         |
| Общая длительность: | Общая длительность:                                    | Общая длительность:                     | Общая длительность:        | 12:43        |

## Чарты. Сертификации и последовательность

### Позиции в чарте
| Чарт (2008—2010)                 | Наивысшая позиция | Year-end 2008 | Year-end 2009 |
| -------------------------------- | ----------------- | ------------- | ------------- |
| Argentinian Albums Chart         | 7                 | —             | —             |
| Australian Albums Chart          | 3                 | 50            | 10            |
| Australian Urban Albums Chart    | 1                 | 6             | 2             |
| Austrian Albums Chart            | 20                | —             | 69            |
| Belgian Albums Chart (Flanders)  | 10                | —             | 14            |
| Belgian Albums Chart (Wallonia)  | 32                | —             | 57            |
| Brasil Top 10 CD Sales           | 1                 | —             | —             |
| Canadian Albums Chart            | 6                 | —             | 12            |
| Croatian Albums Chart            | 1                 | —             | —             |
| Czech Albums Chart               | 5                 | —             | —             |
| Danish Albums Chart              | 25                | —             | 58            |
| Dutch Albums Chart               | 6                 | 75            | 11            |
| European Top 100 Albums          | 3                 | —             | 4             |
| French Albums Chart              | 20                | 176           | 104           |
| German Albums Chart              | 17                | —             | 42            |
| Greek International Albums Chart | 3                 | 25            | —             |
| Hungarian Albums Chart           | 8                 | —             | —             |

| Чарт (2008—2010)          | Наивысшая позиция | Year-end 2008 | Year-end 2009 |
| ------------------------- | ----------------- | ------------- | ------------- |
| Irish Albums Chart        | 1                 | —             | 5             |
| Italian Albums Chart      | 16                | —             | —             |
| Japanese Albums Chart     | 3                 | —             | —             |
| Mexican Albums Chart      | 66                | —             | —             |
| New Zealand Albums Chart  | 3                 | —             | 15            |
| Norwegian Albums Chart    | 2                 | —             | —             |
| Polish Albums Chart       | 5                 | —             | 53            |
| Portuguese Albums Chart   | 2                 | —             | —             |
| Russian Albums Chart      | 8                 | —             | —             |
| Scottish Albums Chart     | 10                | —             | —             |
| Spanish Albums Chart      | 7                 | —             | —             |
| Swedish Albums Chart      | 5                 | —             | 28            |
| Swiss Albums Chart        | 7                 | —             | 31            |
| UK Albums Chart           | 2                 | 38            | 7             |
| UK R&B Albums Chart       | 1                 | —             | —             |
| US Billboard 200          | 1                 | —             | 2             |
| US Top R&B/Hip-Hop Albums | 1                 | —             | 1             |

### Сертификации
| Регион         | Сертификации (порог продаж) |
| -------------- | --------------------------- |
| Австралия      | 3× Платина (ARIA)           |
| Австрия        | Золото (IFPI)               |
| Бельгия        | Золото (Ultratop)           |
| Бразилия       | Бриллиант (ABPD)            |
| Канада         | 2× Платина (CRIA)           |
| Европа         | 2× Платина (IFPI)           |
| GCC            | Платина (IFPI)              |
| Германия       | Платина (BVMI)              |
| Greece         | Золото (IFPI)               |
| Hungary        | Золото (Mahasz)             |
| Ирландия       | 2× Платина (IRMA)           |
| Япония         | Золото (RIAJ)               |
| Новая Зеландия | Платина (RIANZ)             |
| Португалия     | Платина (AFP)               |
| Польша         | 4× Платина (ZPAV)           |
| Россия         | Платина (NFPP)              |
| Spain          | Платина (PROMUSICAE)        |
| Sweden         | Золото (IFPI)               |
| Швейцария      | Золото (IFPI)               |
| США            | 2× Платина (RIAA)           |
| Великобритания | 4× Платина (BPI)            |

## Награды
| Церемония Наград                 | Год  | Награда                                                    | Результат |
| -------------------------------- | ---- | ---------------------------------------------------------- | --------- |
| American Music Awards            | 2009 | Любимый Соул/R&B Альбом                                    | Номинация |
| BET Awards                       | 2009 | Любимый Соул/R&B Альбом                                    | Номинация |
| BET Awards                       | 2010 | Любимый Соул/R&B Альбом                                    | Номинация |
| BRIT Awards (Великобритания)     | 2009 | Лучшая Международная Сольная Артистка                      | Номинация |
| Грэмми                           | 2010 | Альбом Года                                                | Номинация |
| Грэмми                           | 2010 | Лучший СовременныйR&B Альбом                               | Победа    |
| International Dance Music Awards | 2010 | Лучший Артист (Сольный)                                    | Номинация |
| Meteor Music Awards (Ирландия)   | 2009 | Лучшая Международная Артистка                              | Номинация |
| MOBO Awards (Великобритания)     | 2009 | Лучший Международный Исполнитель                           | Победа    |
| MOBO Awards (Великобритания)     | 2009 | Лучший Альбом                                              | Номинация |
| MTV Europe Music Awards          | 2009 | Лучшая Артистка                                            | Победа    |
| NAACP Image Awards               | 2009 | Выдающийся Альбом                                          | Номинация |
| Nickelodeon Kids' Choice Awards  | 2010 | Любимая Певица                                             | Номинация |
| NRJ Music Awards (Франция)       | 2010 | Международный Альбом Года (Album international de l’année) | Номинация |
| OVMA World                       | 2009 | Альбом Года                                                | Номинация |
| OVMA World                       | 2009 | Артист Года                                                | Победа    |
| OVMA World                       | 2009 | Лучшая R&B Артистка                                        | Победа    |
| People’s Choice Awards           | 2009 | Любимая Артистка                                           | Номинация |
| People’s Choice Awards           | 2009 | Лучшая R&B Артискта                                        | Номинация |
| Soul Train Music Awards          | 2009 | Альбом Года                                                | Победа    |
| Teen Choice Awards               | 2009 | Лучшая Артистка                                            | Номинация |
| Teen Choice Awards               | 2010 | Лучшая R&B Артистка                                        | Ожидается |
| World Music Awards               | 2009 | Лучшая R&B Артистка Мира                                   | Номинация |
| World Music Awards               | 2009 | Лучшая Поп Артистка Мира                                   | Номинация |

Прогресс наград и последовательность

## История релиза

### 2008
| Страна         | Дата           | Формат                                                         | Лейбл                              |
| -------------- | -------------- | -------------------------------------------------------------- | ---------------------------------- |
| Германия       | 14 ноября 2008 | Стандартное, подарочное издание (Двойной CD, Digital download) | Sony BMG Music Entertainment       |
| Австралия      | 17 ноября 2008 | Стандартное, подарочное издание (Двойной CD, Digital download) | Sony BMG Music Entertainment       |
| Франция        | 17 ноября 2008 | Стандартное, подарочное издание (Двойной CD, Digital download) | Sony BMG Music Entertainment       |
| Великобритания | 17 ноября 2008 | Стандартное, подарочное издание (Двойной CD, Digital download) | RCA Records                        |
| Бразилия       | 18 ноября 2008 | Стандартное, подарочное издание (Двойной CD, Digital download) | Sony BMG Music Entertainment       |
| Канада         | 18 ноября 2008 | Стандартное, подарочное издание (Двойной CD, Digital download) | Columbia Records                   |
| Китай          | 18 ноября 2008 | Подарочное издание (Двойной CD)                                | Sony BMG Music Entertainment       |
| Гонконг        | 18 ноября 2008 | Стандартное издание (Двойной CD)                               | Sony BMG Music Entertainment       |
| Япония         | 18 ноября 2008 | Стандартное, Подарочное (Двойной CD, Цифровая Загрузка)        | BMG Japan                          |
| Новая Зеландия | 18 ноября 2008 | Стандартное, Подарочное (Двойной CD, Цифровая Загрузка)        | Sony BMG Music Entertainment       |
| Испания        | 18 ноября 2008 | Стандартное, Подарочное (Двойной CD, Цифровая Загрузка)        | Sony BMG Music Entertainment       |
| Швеция         | 18 ноября 2008 | Стандартное, Подарочное (Двойной CD, Цифровая Загрузка)        | Sony BMG Music Entertainment       |
| США            | 18 ноября 2008 | Стандартное, Подарочное (Двойной CD, Цифровая Загрузка)        | Music World Ent., Columbia Records |
| Корея          | 19 ноября 2008 | Стандартное, Подарочное (Двойной CD, Цифровая Загрузка)        | Sony BMG Music Entertainment       |
| Таиланд        | 20 ноября 2008 | Стандартное, Подарочное (Двойной CD, Цифровая Загрузка)        | Sony BMG Music Entertainment       |
| Нидерланды     | 21 ноября 2008 | Стандартное, Подарочное (Двойной CD, Цифровая Загрузка)        | Sony BMG Music Entertainment       |

### 2009
| Страна         | Дата             | Формат                               | Лейбл                          |
| -------------- | ---------------- | ------------------------------------ | ------------------------------ |
| Австралия      | 4 сентября 2009  | Платиновый выпуск (Двойной CD + DVD) | Sony Music Entertainment       |
| Филиппины      | 7 сентября 2009  | Платиновый выпуск (Двойной CD + DVD) | Sony Music Entertainment       |
| Гонконг        | 7 сентября 2009  | Платиновый выпуск (Двойной CD + DVD) | Sony Music Entertainment       |
| Таиланд        | 17 сентября 2009 | Платиновый выпуск (Двойной CD + DVD) | Sony Music Entertainment       |
| Нидерланды     | 30 октября 2009  | Платиновый выпуск (Двойной CD + DVD) | Sony Music Entertainment       |
| Франция        | 2 ноября 2009    | Платиновый выпуск (Двойной CD + DVD) | Sony Music Entertainment       |
| Польша         | 2 ноября 2009    | Платиновый выпуск (Двойной CD + DVD) | Sony Music Entertainment       |
| Испания        | 2 ноября 2009    | Платиновый выпуск (Двойной CD + DVD) | Sony Music Entertainment       |
| Великобритания | 2 ноября 2009    | Платиновый выпуск (Двойной CD + DVD) | RCA Records                    |
| Германия       | 20 ноября 2009   | Платиновый выпуск (Двойной CD + DVD) | Sony Music Entertainment       |
| Тайвань        | 28 ноября 2009   | Платиновый выпуск (Двойной CD + DVD) | Sony Music Entertainment       |
| Япония         | 30 ноября 2009   | Платиновый выпуск (Двойной CD + DVD) | Sony Music Entertainment Japan |
| Новая Зеландия | 30 ноября 2009   | Платиновый выпуск (Двойной CD + DVD) | Sony Music Entertainment       |

| Страна         | Дата           | Формат                                 | Лейбл                              |
| -------------- | -------------- | -------------------------------------- | ---------------------------------- |
| Канада         | 23 ноября 2009 | Перевыпущенное подарочное издание (CD) | Sony Music Entertainment           |
| Великобритания | 23 ноября 2009 | Перевыпущенное подарочное издание (CD) | RCA Records                        |
| Япония         | 24 ноября 2009 | Перевыпущенное подарочное издание (CD) | Sony Music Entertainment Japan     |
| США            | 24 ноября 2009 | Перевыпущенное подарочное издание (CD) | Music World Ent., Columbia Records |
| Австрия        | 29 ноября 2010 | Перевыпущенное подарочное издание (CD) | Sony Music Entertainment           |
| Германия       | 29 ноября 2010 | Перевыпущенное подарочное издание (CD) | Sony Music Entertainment           |

| Страна  | Дата           | Формат                       | Лейбл                              |
| ------- | -------------- | ---------------------------- | ---------------------------------- |
| Франция | 9 ноября 2009  | Бонусные треки (Цифровой EP) | Sony Music Entertainment           |
| США     | 20 ноября 2009 | Бонусные треки (Цифровой EP) | Music World Ent., Columbia Records |
| Испания | 24 ноября 2009 | Бонусные треки (Цифровой EP) | Sony Music Entertainment           |